# Dark Water (film 2005)
Dark Water è un film del 2005 diretto da Walter Salles con Jennifer Connelly, Ariel Gade, John C. Reilly e Tim Roth.
La pellicola è il remake dell'omonimo film giapponese di Hideo Nakata tratto dal racconto di Kōji Suzuki. È anche l'esordio hollywoodiano del regista brasiliano Walter Salles, già autore de I diari della motocicletta.

## Trama
Abbandonata da bambina dalla madre e divorziata dal marito Kyle, Dahlia si trasferisce con la figlia Cecilia in uno squallido e sinistro palazzo a Roosevelt Island, Manhattan, gestito dal sovrintendente Veeck e da Murray. Il giorno stesso, Cecilia sale sul terrazzo, trova uno zainetto di Hello Kitty e lo dà a Veeck facendosi promettere che, se non viene nessuno a riprenderlo, lei potrà tenerlo.
Una notte, Dahlia si accorge che dal soffitto iniziano a cadere gocce d'acqua scura. Dopo aver cercato più volte l'aiuto del proprietario dell'appartamento e del portiere, la donna si reca al piano di sopra, si intrufola nell'appartamento vuoto (in passato appartenente alla famiglia russa Rimsky) e trova tutto allagato, chiude l'acqua e vede una foto che rappresenta la famiglia che vi abitava: la madre, il padre e la figlia, Natasha. Il portiere la coglie nell'appartamento e le rivela che a combinare quel disastro sono stati due ragazzi che vivono nel palazzo, noti come teppisti, dopo di che accetta finalmente di ripararle il soffitto. In quest'occasione Cecilia gli chiede ancora dello zainetto ma, quando l'uomo le dice che la sua proprietaria è andata a prenderlo, la bambina gli dà del bugiardo.
Intanto Cecilia trova un'amica immaginaria, Natasha: sua madre, seguendo anche i consigli dell'insegnante, le ordina di ignorarla, Dahlia scopre anche che lo zainetto che si trovava sul terrazzo apparteneva proprio a Natasha e che Veeck non lo aveva restituito ma buttato nei secchi della spazzatura. Nel frattempo, l'ex marito della donna inasprisce i rapporti legali con lei in merito al divorzio perché non è d'accordo col fatto che sua figlia viva così lontana da lui e pensa che la donna non abbia la sanità mentale per prendersi cura della bambina. Disperata, Dahlia accetta il consiglio di un'amica e si affida a Jeff Platzer, un avvocato squattrinato talentuoso ma che non ha un vero e proprio studio ed usa la sua macchina come tale. Nonostante le apparenze l'uomo si rivela abbastanza capace, riuscendo a risolvere la situazione con proprietario e portiere, facendo sì che un idraulico professionista risolva una volta per tutte la faccenda della perdita.
Cecilia scopre che anche dai bagni della scuola cadono gocce d'acqua scura: si spaventa, sviene e viene portata al pronto soccorso dove si reca il padre con lei. Il giorno stesso, Dahlia torna sul terrazzo, sale sulla scala del serbatoio dell'acqua e trova il cadavere di Natasha; chiama la polizia e questa, indagando, scopre che qualche tempo prima la bambina, dopo essere rimasta sola nell'appartamento, era caduta nel serbatoio dell'acqua che Veeck aveva lasciato aperto e, per questo, Veeck viene arrestato. Sembra tutto risolto ma una sera mentre Cecilia e Dahlia fanno il bagno, appare Natasha intenzionata a uccidere la bambina, ma Dahlia la ferma giurando di essere per sempre sua madre. Così Natasha allaga la casa e uccide Dahlia. Cecilia viene ripresa dal padre che la porterà nel suo appartamento, ma saprà sempre come vedere il fantasma di sua madre.

## Produzione
Il film è stato girato principalmente nello stato di New York, tra New York City e Long Island. Alcune scene sono state tuttavia girate in Ontario (Canada) ed a Panorama City (California).

## Distribuzione
Dark Water è stato distribuito nei cinema di tutto il mondo nel 2005. Il film è successivamente approdato nel mercato home video attraverso delle edizioni in DVD: in questo formato è stata distribuita anche una versione alternativa del film, la quale include un linguaggio meno esplicito e delle differenze minime per quanto riguarda trama e scene.

## Accoglienza

### Incassi
Al box office il film ha incassato 49,4 milioni di dollari in tutto il mondo.

### Critica
Secondo l'aggregatore di recensioni Rotten Tomatoes, il film ha ricevuto un indice di gradimento del 47% e un voto di 5,54 su 10 sulla base di 154 recensioni.